# ویلم ماتسیوس
ویلم ماتسیوس (زاده ۳ اوت ۱۸۸۲ – درگذشته ۱۲ آوریل ۱۹۴۵) زبان‌شناس چک‌تبار و استاد زبان انگلیسی دانشگاه پراگ بود. او یکی از پایه‌گذاران مکتب زبان‌شناسی پراگ به حساب می‌آید.

## پژوهش‌ها

### ساخت اطلاعی جمله
ماتسیوس به بررسی نمای نقشی جمله (Functional Sentence Perspective) پرداخت و مفاهیم مرتبط با آن یعنی مبتدا (theme) و خبر (rheme) را معرفی کرد. از این نظر، او پایه‌گذار زبان‌شناسی متن به حساب می‌آید. نمای نقشی جمله به معنی کارکرد جمله در گستره آن نوع متن زبانی یا بافت غیرزبانی است که جمله مورد نظر بخشی از آن به‌شمار می‌رود.